# 項亨明
項亨明（1447年—？），字崇哲，浙江台州府黃巖縣人，民籍，明朝政治人物。

## 生平
成化十九年（1483年）癸卯科浙江鄉試第四十九名舉人。弘治三年（1490年）中式庚戌科會試第一百七十一名，二甲第七十五名進士。

## 家族
曾祖項彥成；祖父項志道；父項仕𣇫，前母周氏；母周氏。慈侍下。兄亨齊。